# 若月樹里
若月 樹里（わかつき じゅり、1984年12月26日 - ）は、日本のAV女優。

## 略歴
- 2003年 - AVデビュー。

## 作品
2003年
- AV女優になりました。（8月5日、DASH（ハンドメイドビジョン））
- premier amour（10月15日、VIP）
- 追憶の野外調教（12月12日、シネマジック）
- 秘湯若女将痴情（12月19日、シャイ企画）共演:本間香、中川亜衣里

2004年
- under ground girls.com（1月23日、アトラス21）オムニバス作品
- もしも、若月樹里が人妻だったら…。（2月6日、ワープエンタテインメント）
- 忍従花 （3月15日、アートビデオ）
- あゝ!一軒家女子プロレス（仮） 2（3月18日、ナチュラルハイ）共演:響乃えみる、杉森風緒、朝比奈りり子、中山美嘉
- 美人バスガイド 恥辱ツアー 2（4月30日、笠倉出版社）他出演:長谷川美紅、小池笑美
- イカせ続けると女はどーなるのか? （5月1日、ワンズファクトリー）
- イイ女狩り 2 （6月25日、うまなみ。（ケイ・エム・プロデュース））共演:夕凪ななか、他出演:藤森かおり、立花里子、芹華、西村あみ、長谷川美紅
- Select裏単体女優 Vol.1（7月12日、CHAOS）オムニバス作品
- 麗しのフェロモン蠱惑の性癖（7月15日、隼エージェンシー）
- 百合物語（7月22日、ナチュラルハイ）共演:月咲舞
- オナニー4時間 痴女優コレクション（7月23日、笠倉出版社）他多数出演
- 淫乱OL発情日記（7月23日、うまなみ。（ケイ・エム・プロデュース））他出演:藤森かおり、立花里子、芹華、西村あみ、長谷川美紅、夕凪ななか
- 僕、専用。14号[JULY]（7月30日、ゴーゴーズ）
- 中出しライダー THE・PUSSY・RIDER 激走SEX（8月31日、HIIKコーポレーション）
- 人妻不法投棄（9月19日、メディアステーション）他出演:青山遥、水沢ほたる
- エロエロにして… VOL.18（9月24日、イーコンプレップス）
- 裏面接中出し（10月8日、桃太郎映像出版）オムニバス作品
- 秘湯若女将痴情（10月17日、シャイ企画）他出演:中川亜衣里、本間香
- フェライド おしゃぶりスペシャル（10月29日、笠倉出版社）他多数出演
- 僕だけのハーレム天国 モテまくりハメまくり編（12月1日、MOODYZ）共演:楓アイル、田中梨子、月丘ルナ、乾はるか、芽菜
- 生姦Happy! 3（12月25日、モブスターズ）

2005年
- 僕だけのハーレム天国 酒痴肉林編（1月1日、MOODYZ）共演:楓アイル、田中梨子、月丘ルナ、乾はるか、芽菜
- キャバクラの女（1月24日（レンタル） / 6月17日（セル）、デジタルバンク）オムニバス作品
- キャンプ好き集団痴女にテントで逆レイプされてみませんか?（1月28日、笠倉出版社）共演:西村あみ、大城ありす、麻生美咲
- 超・強制レイプマニアックス（2月25日、デジタルバンク）他出演:立花里子、森咲小雪、小池笑美、杉浦あや、椎名泉
- MOODYZファン感謝祭 バコバス夏の陣2005（3月1日、MOODYZ）他多数共演
- 失禁恥女 7（3月13日、デジタルバンク）共演:宮地奈々
- W actresses 制服淫乱少女（3月24日、たま家）共演：明乃夕奈
- W Fuckers（3月24日、たま家）共演:明乃夕奈
- 行列のできる変態診療所（3月25日、デジタルバンク）共演:立花里子、小池笑美
- バコバスギャル16人の裏のウラ（4月15日、MOODYZ）他15名共演
- underground girls.com（6月29日、アトラス21）他出演:大城ありす、高島麗、月咲舞
- 行列のできる変態診療所（9月11日、VIP）他出演:立花里子、小池笑美
- 6人の痴女家庭教師（9月16日、デジタルバンク）他5名出演
- 人妻不法投棄（10月20日、メディアステーション）他出演:青山遥、水沢ほたる
- うまなみ。プレゼンツ12 淫乱OL 4時間（11月25日、おかず。（ケイ・エム・プロデュース））うまなみ作品『淫乱OL発情日記』のセルDVD化作品 他多数出演
- 美人バスガイド 恥辱ツアー Returns（12月4日、笠倉出版社）他出演:長谷川美紅、小池笑美
- 超本気AVシネマ DEPARTURES［完全版] 2（12月13日、ウエストメディア）共演:森咲小雪、ミュウ（夏目ミュウ）、鏡麗子
- うまなみ。プレゼンツ 13 イイ女狩り4時間 2（12月16日、おかず。（ケイ・エム・プロデュース））共演:夕凪ななか うまなみ作品『イイ女狩り 2』のセルDVD化作品 他出演:三上翔子、白鳥るり、朝比奈りり子、友田真希、大和るか、柚月ひかる、木村沙恵 他

2006年
- キャバクラの女（11月2日、VIP）他出演:甘衣ここあ、稲沢綾

2007年
- キャンプ好き集団痴女にテントで逆レイプされてみませんか?（2月28日、デジMAX） 西村あみ、大城ありす
- 生姦Happy! 3（11月19日、モブスターズ）

2008年
- 失禁恥女7（9月17日、プールクラブ・エンタテインメント）他出演:宮地奈々
- アスリートたちの濡れ濡れトレーニング（5月25日、TMクリエイト）オムニバス作品